# Swetlana Alexandrowna Kitowa
Swetlana Alexandrowna Kitowa (russisch Светлана Александровна Китова, engl. Transkription Svetlana Kitova; * 25. Juni 1960 in Stalinabad, Tadschikische SSR, UdSSR; † 20. November 2015 in Jonesboro, Arkansas, Vereinigte Staaten) war eine russische Mittelstreckenläuferin, die in den 1980er Jahren für die Sowjetunion startete.
Bei den Halleneuropameisterschaften 1983 in Budapest gewann sie Gold über 800 Meter.
Nach ihrem Wechsel auf die 1500-Meter-Distanz siegte sie 1985 bei der Universiade. 1986 errang sie Gold bei den Halleneuropameisterschaften in Madrid und wurde Sechste bei den Europameisterschaften in Stuttgart. Im Jahr darauf holte sie Silber bei den Halleneuropameisterschaften 1986 in Liévin, Bronze bei den Hallenweltmeisterschaften in Indianapolis und Silber bei der Universiade. Bei den Weltmeisterschaften 1987 in Rom wurde sie Neunte.
1989 folgte Bronze bei den Halleneuropameisterschaften in Den Haag und Silber bei den Hallenweltmeisterschaften in Budapest.

## Persönliche Bestzeiten
- 800 m: 1:58,08 min, 21. Juni 1984, Kiew
  - Halle: 2:01,28 min, 6. März 1983, Budapest
- 1000 m (Halle): 2:37,93 min, 9. Februar 1985, Moskau
- 1500 m: 4:01,02 min, 2. August 1988, Kiew
  - Halle: 4:05,71 min, 4. März 1989, Budapest
- 1 Meile: 4:22,52 min, 19. Juli 1989, Pescara
  - Halle: 4:31,19 min, 9. Februar 1990, East Rutherford
- 2000 m: 5:41,11 min, 1. Juni 1990, Eugene